# 亀山宿

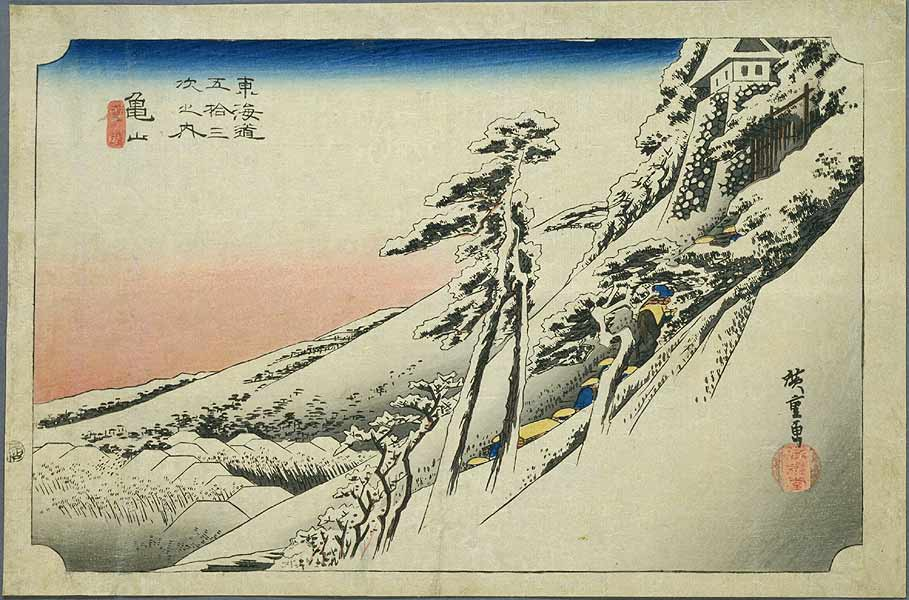
歌川広重「東海道五十三次・亀山」

亀山宿（かめやましゅく、かめやまじゅく）は、東海道五十三次の46番目の宿場である。現在は三重県亀山市。
城下町であると同時に宿場町であった。

## 史跡・みどころ
- 江戸口門跡
- 石井兄弟敵討跡
- 亀山城跡 - 胡蝶城と呼ばれた優美な城であり、多聞櫓が現存している。
- 亀山神社 - 亀山城の西出丸跡に鎮座。
- 亀山市歴史博物館 - 亀山城下町のジオラマなどが展示されている。
- 京口門跡
- 瑞宝軒 - 1891年（明治24年）創業の和菓子屋。銘菓「亀乃尾」は江戸時代末期から伝わる。

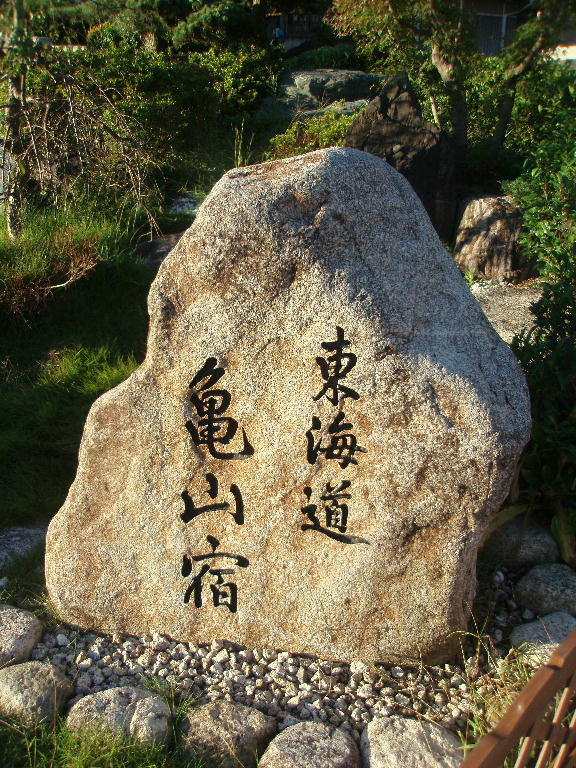
亀山宿碑
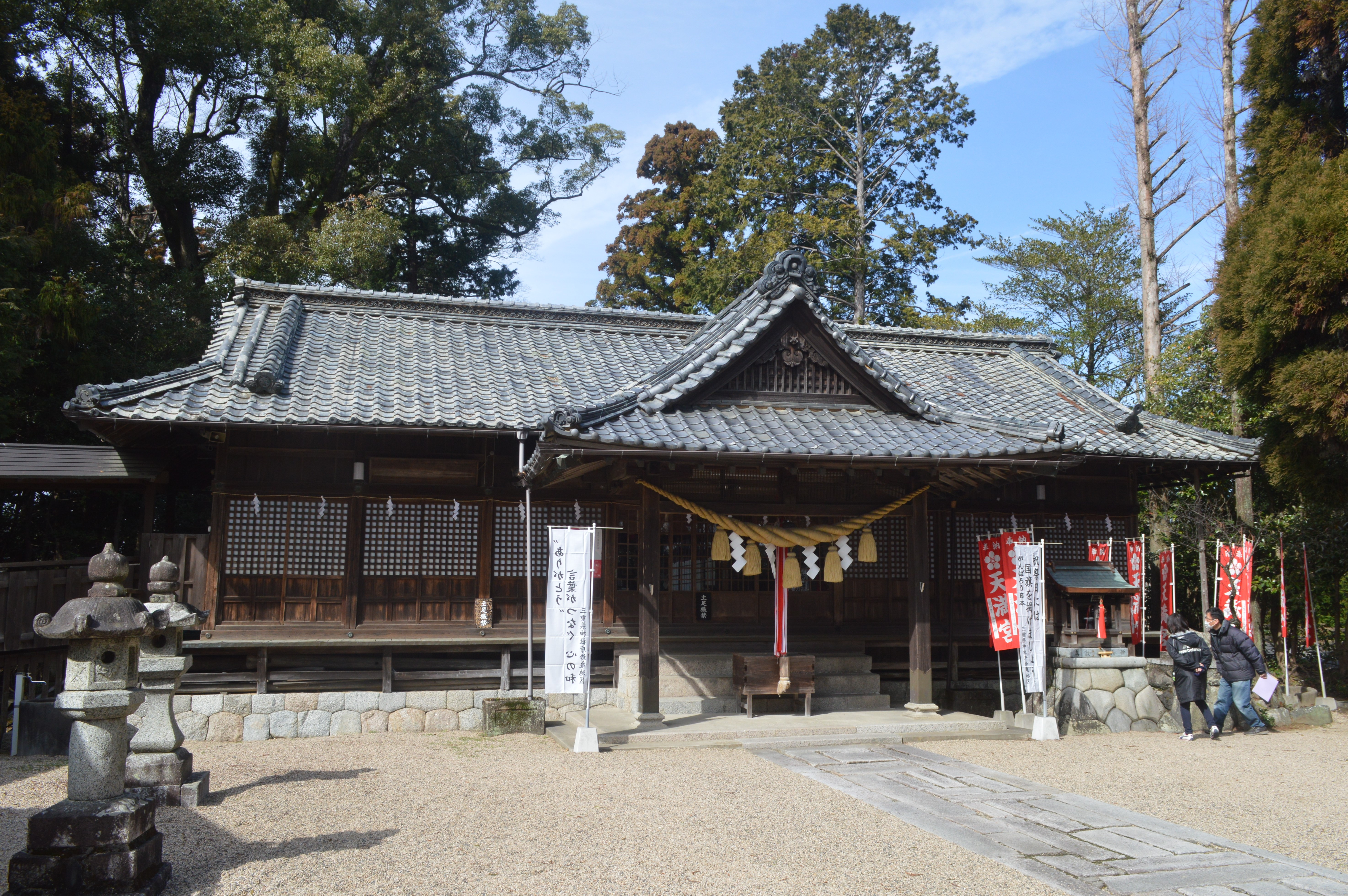
亀山神社
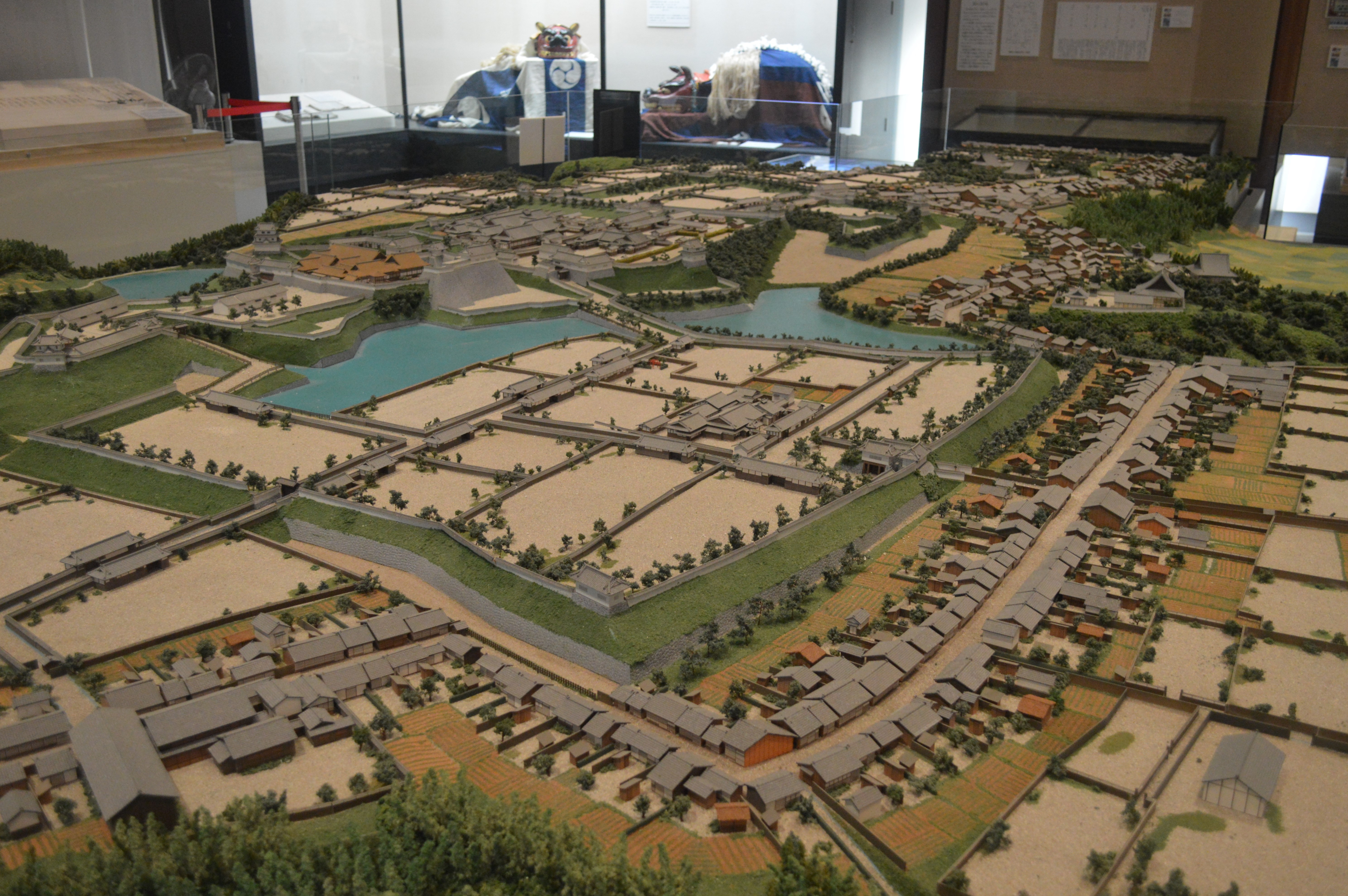
亀山市歴史博物館
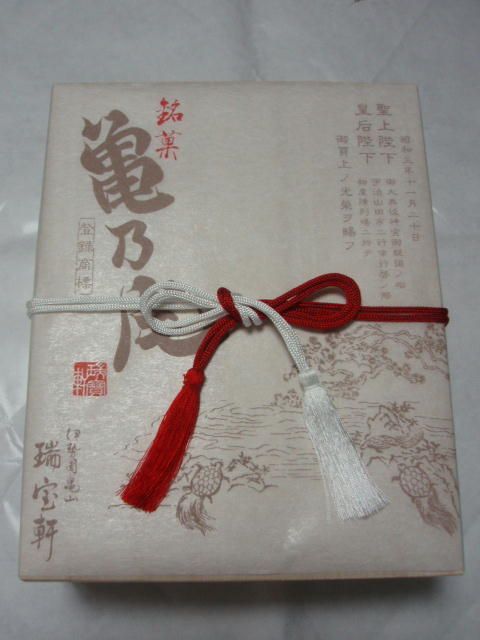
瑞宝軒の銘菓「亀乃尾」

### 関宿までの史跡・みどころ

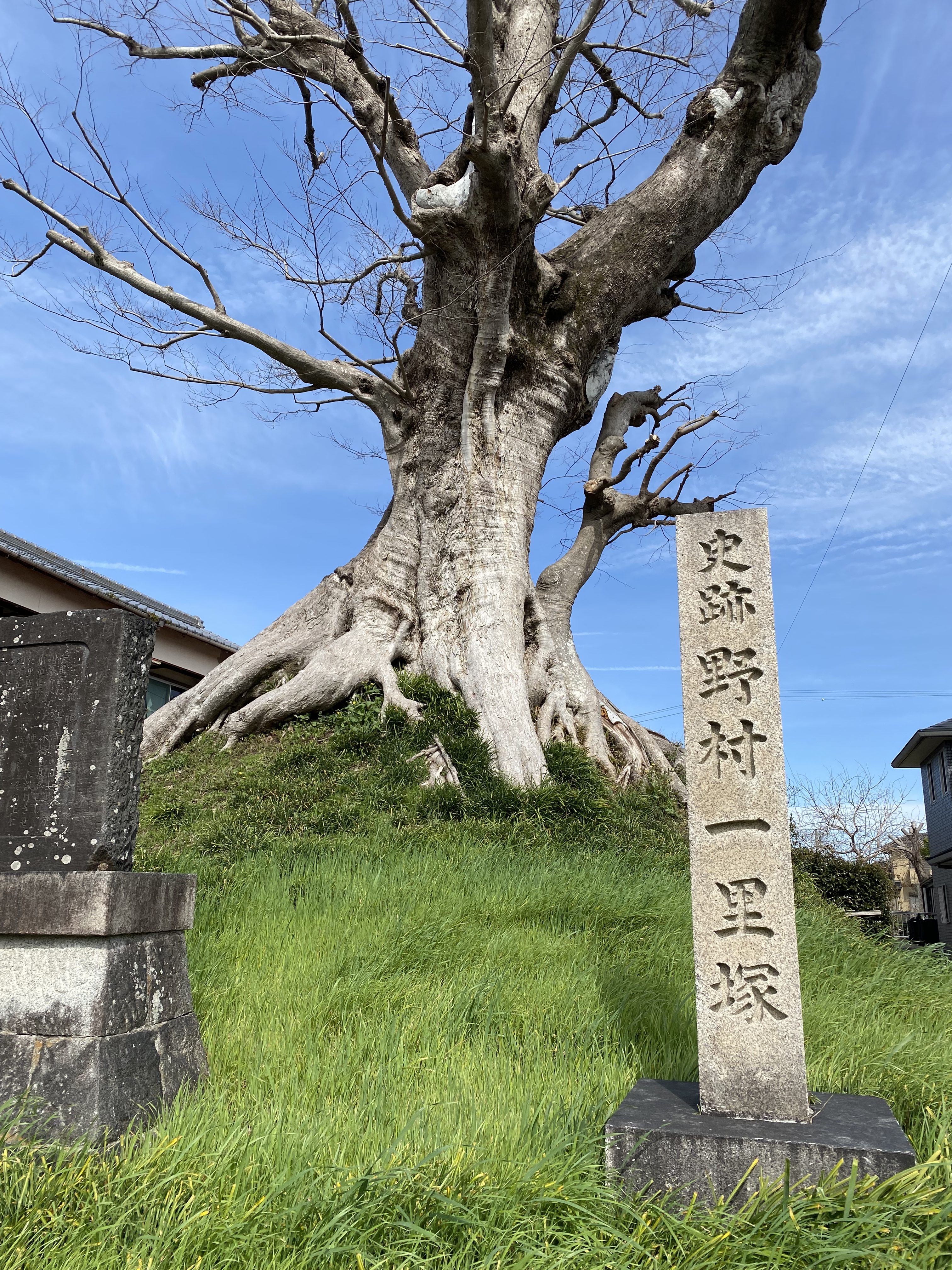
野村一里塚

- 野村一里塚 - 国指定史跡。三重県で唯一現存する一里塚。右側の椋が現存。高さ33mの巨木。
- 大岡寺畷 - 鈴鹿川沿いで、かつては松並木であったが、現在は桜が植えられている。気持ちのよい散策路。
- 関の小萬のもたれ松

## 隣の宿
東海道
庄野宿 - 亀山宿 - 関宿

## 最寄駅
- JR関西本線・紀勢本線亀山駅